# Antonín Bratršovský
Antonín Bratršovský (29. března 1934 Velká Losenice – 16. května 2006 Jablonec nad Nisou) byl český římskokatolický kněz litoměřické diecéze, inspirátor a zakladatel diecézního časopisu Zdislava a několika dalších periodik.

## Životopis
V dětství nikdy neministroval, protože mezi ministranty v rodné farnosti nezapadl. Ale ozvalo se v něm volání po kněžství.
Studoval bohosloví v kněžském semináři v Litoměřicích (tehdy jediná státem tolerovaná /a kontrolovaná/ fakulta, kde se dalo na kněze vystudovat) a byl vysvěcen na kněze. Primiční mši svatou slavil v rodné Velké Losenici.
Jeho prvním působištěm se staly Litoměřice, kde působil jako vikarista při katedrále sv. Štěpána. Po nějakém čase se stal farářem v obci Libuň.
V roce 1970 obdržel od litoměřického biskupa Štěpána Trochty pochvalný dekret a privilegium nosit synodalie.
V osmdesátých letech se stal farářem v Horním Tanvaldě, kde na tamní horské faře často vítal setkání křesťanské mládeže Archivováno 30. 4. 2019 na Wayback Machine. v rámci tzv. podzemní církve. Zde získal přezdívku "Padre". V roce 1990 se stal děkanem farnosti Jablonec nad Nisou. Zde se stal záhy velice oblíbeným, inspiroval založení
- církevní školy, která později nese jeho jméno
- diecézního časopisu Zdislava,
- časopisu pro ministranty Tarsicius a
- v závěru života se podílel i na vzniku časopisu pro katolické dívky s názvem „IN“.

Pořádal také ministrantské tábory na uprázdněných farách hlavně libereckého vikariátu. Za svého působení rekonstruoval velké množství kostelů v Jizerských horách, např. v Bedřichově, v Janově nad Nisou aj. V závěru jeho života začali v Jablonci vypomáhat kaplani. Ve své funkci působil až do konce svého života.